# Sonnenweiher (Egling)
Der Sonnenweiher ist ein natürlicher Kleinsee bei Egling im bayerischen Landkreis Bad Tölz-Wolfratshausen.

## Beschreibung
Der Weiher befindet sich in einer natürlichen Senke zwischen Moosham und Schalkofen. Er ist von einem schmalen Schilfgürtel umgeben und besitzt keine oberirdischen Zu- oder Abflüsse.